# Let's Wait Awhile
"Let's Wait Awhile" is de vijfde single van Janet Jacksons derde studioalbum Control uit 1986. De single werd uitgebracht in 1987.

## Informatie
Het lied werd geschreven door Jackson zelf, Jimmy Jam & Terry Lewis en Melanie Andrews. De productie werd door Jam & Lewis onderhanden genomen en ging over 'het juiste moment' om aan seksuele gemeenschap te beginnen. Het werd als de juiste song voor seksuele onthouding gezien en was een enorme hit tijdens de piek van de aidsepidemie. De melodie werd geleend van Daisy Jane, een lied van het Amerikaanse folkrock-trio America.
Het lied was ook de voorganger van "Someday is Tonight", te vinden op "Rhythm Nation 1814", waarin Janet vertelt dat ze klaar is om een stap verder te zetten. "With U" (album 20 Y.O., 2006) is het derde deel van het lied waarin wordt geschreven wat er na de gemeenschap gebeurd is.
Tijdens al haar vijf tournees heeft Jackson het nummer ten gehore gebracht. Het is een van de bekendste ballads van de zangeres.

## Hitlijsten
In de VS bereikte de single de tweede plaats op de Billboard Hot 100 en de eerste op de R&B-hitlijst. In Nederland werd nummer 16 bereikt en werd het Jacksons 4e achtereenvolgende top 20-hit. In Groot-Brittannië werd de derde plaats bereikt en in Ierland de vierde.

## Muziekvideo
De muziekvideo voor de single werd in New York opgenomen en door Dominic Sena geregisseerd. Jackson en haar vriend (gespeeld door Taimak Gaurriello) hebben een romantisch avondje uit achter de rug en praten over hoe ze verdergaan. Janet legt hem uit dat ze beter kunnen wachten tot ze beiden bereid zijn om verder te gaan.